# Drahany
Drahany település Csehországban, a Prostějovi járásban. Drahany Niva, Otinoves, Bousín, Březina és Nové Sady településekkel határos. Lakosainak száma 517 fő (2024. január 1.).

## Népesség
A település lakosságának változását az alábbi diagram mutatja:
| Lakosok száma | 904  | 1012 | 1007 | 799  | 621  | 530  | 543  | 525  | 508  | 517  |
|               | 1869 | 1890 | 1921 | 1950 | 1980 | 2001 | 2017 | 2019 | 2022 | 2024 |